# Gottfried Eisler
Gottfried Eisler war ein deutscher Fußballtrainer. Zwischen 1953 und 1965 trainierte er in der DDR-Oberliga, der höchsten Spielklasse im DDR-Fußball, die Fußballmannschaften von Einheit Dresden und des SC Neubrandenburg.

## Sportliche Laufbahn
In der Saison 1953/54 trat Gottfried Eisler erstmals als Fußballtrainer einer höherklassigen Mannschaft in Erscheinung, als er die Ost-Berliner Betriebssportgemeinschaft (BSG) Einheit Pankow übernahm, die in der Vorsaison knapp dem Abstieg aus der zweitklassigen DDR-Liga entgangen war. Obwohl neben dem 67-fachen DDR-Oberligaspieler Walter Schulz noch mehrere Oberligaspieler sowie das Torwarttalent Karl-Heinz Spickenagel in der Mannschaft standen, gelang es Eisler nicht, sie vor dem Abstieg in die Drittklassigkeit zu bewahren. Im November 1959 (Kalenderjahr-Saison) löste Eisler in Dresden den zuvor erfolgreichen Trainer Hans Siegert (Pokalsieg 1958) beim SC Einheit ab, nachdem dessen Oberligamannschaft auf einem Abstiegsplatz gelandet war. Es gelang Eisler in den letzten Saisonspielen, die die zu diesem Zeitpunkt schon überalterte Mannschaft vor dem Abstieg zu bewahren. Anschließend verließen mehrere Leistungsträger den SC Einheit, trotzdem konnte Eisler auch 1960 den Abstieg knapp verhindern. In der folgenden Saison, die wegen der Umstellung auf die Herbst-Frühjahr-Spielzeit in der DDR-Oberliga von März 1961 bis Juni 1962 über 39 Runden lief, lag Einheit Dresden bereits nach zwei Dritteln der Spielzeit nahezu aussichtslos auf einem Abstiegsplatz. Daraufhin wurde Eisler als Trainer der Oberligamannschaft abgelöst und durch Heinz Seifert ersetzt, der den SC Einheit aber nicht mehr vor dem Abstieg bewahren konnte. Gottfried Eisler wechselte zu Beginn der Saison 1962/63 zum DDR-Liga-Aufsteiger SC Neubrandenburg. Innerhalb von zwei Spielzeiten führte er die Mecklenburger 1964 in die Oberliga. Die Qualität der Mannschaft reichte jedoch für den Klassenerhalt nicht aus, und sie stieg bereits nach einem Jahr wieder ab. Eisler musste den Sportclub nach dem Ende der Saison 1964/65 verlassen, und damit endete auch seine Trainerkarriere im Spitzenfußball.